# Ранчо Дос Ерманос, Ерманос Карденас (Саусиљо)
Ранчо Дос Ерманос, Ерманос Карденас (шп. Rancho Dos Hermanos, Hermanos Cárdenas) насеље је у Мексику у савезној држави Чивава у општини Саусиљо. Насеље се налази на надморској висини од 1200 м.

## Становништво
Према подацима из 2005. године у насељу је живело 6 становника.

### Хронологија
| Година       | 2000 | 2005 |
| ------------ | ---- | ---- |
| Становништво | 4    | 6    |

### Попис
| # | Индикатор                        | Вредност |
| - | -------------------------------- | -------- |
| 1 | Укупно појединачних домаћинстава | 1        |